# Elecciones municipales de Huaraz de 1966
Las elecciones municipales de Huaraz de 1966 se llevaron a cabo el 13 de noviembre de 1966 para elegir al alcalde y al Concejo Provincial de Huaraz para el periodo 1967-1969. La elección se celebró simultáneamente con elecciones municipales en todo el país.

## Sistema electoral
La Municipalidad Provincial de Huaraz es el órgano administrativo y de gobierno de la provincia de Huaraz. Está compuesta por el alcalde y el Concejo Provincial.
La votación del alcalde y el concejo se realiza en base al sufragio universal alfabeto, que comprende a todos los ciudadanos nacionales mayores de veintiún años, empadronados y residentes en la provincia de Huaraz y en pleno goce de sus derechos políticos.
El Concejo Provincial de Huaraz está compuesto por 14 concejales elegidos por sufragio directo para un período de tres (3) años, en forma conjunta con la elección del alcalde (quien lo preside). La votación es por lista cerrada y bloqueada. Se asigna a cada lista los escaños según el método d'Hondt.

## Composición del Concejo Provincial de Huaraz
La siguiente tabla muestra la composición del Concejo Provincial de Huaraz antes de las elecciones.
| Partidos | Partidos                                                    | Concejales |
| -------- | ----------------------------------------------------------- | ---------- |
|          | Alianza Acción Popular - Democracia Cristiana               | 9          |
|          | Coalición Partido Aprista Peruano - Unión Nacional Odriísta | 5          |

## Partidos y candidatos
A continuación se muestra una lista de los principales partidos y alianzas electorales que participaron en las elecciones:
| Candidatura | Candidatura | Partidos y alianzas | Candidatos | Candidatos                   | Ideología                                           | Resultado previo | Resultado previo | Ref. |
| Candidatura | Candidatura | Partidos y alianzas | Candidatos | Candidatos                   | Ideología                                           | Votos (%)        | Con.             | Ref. |
| ----------- | ----------- | --- | ---------- | ---------------------------- | --------------------------------------------------- | ---------------- | ---------------- | ---- |
|             | AP–DC       | Lista - Alianza Acción Popular - Democracia Cristiana (AP–DC) – Acción Popular (AP) – Partido Demócrata Cristiano (DC)                          |            | Fortunato Flores Gutiérrez   | Liberalismo Humanismo Democracia cristiana          | 63.20%           | 9                |      |
|             | APRA–UNO    | Lista - Coalición Partido Aprista Peruano - Unión Nacional Odriísta (APRA–UNO) – Partido Aprista Peruano (APRA) – Unión Nacional Odriísta (UNO) |            | Federico Maguiña Barrenechea | Aprismo Conservadurismo social Populismo de derecha | 36.80%           | 5                |      |
|             | IND         | Lista - Lista Independiente Frente Cívico Huaracino                                                                                             |            | Luis Caro Ramírez            | Localismo huaracino                                 | Nuevo            | Nuevo            |      |

## Resultados

### Sumario general
|                        |                                                                        |              |              |              |            |            |
| Partidos y coaliciones | Partidos y coaliciones                                                 | Voto popular | Voto popular | Voto popular | Concejales | Concejales |
| Partidos y coaliciones | Partidos y coaliciones                                                 | Votos        | %            | +/−          | Total      | +/−        |
|                        | Alianza Acción Popular - Democracia Cristiana (AP–DC)                  | 3,592        | 43.82        | –19.38       | 6          | –3         |
|                        | Coalición Partido Aprista Peruano - Unión Nacional Odriísta (APRA–UNO) | 3,051        | 37.22        | +0.42        | 5          | ±0         |
|                        | Lista Independiente Frente Cívico Huaracino                            | 1,554        | 18.96        | n/a          | 3          | +3         |
|                        |                                                                        |              |              |              |            |            |
| Total                  | Total                                                                  | 8,197        |              |              | 14         | ±0         |
|                        |                                                                        |              |              |              |            |            |
| Votos válidos          | Votos válidos                                                          | 8,197        | 85.36        | +1.68        |            |            |
| Votos en blanco        | Votos en blanco                                                        | 734          | 7.64         | –0.06        |            |            |
| Votos nulos            | Votos nulos                                                            | 672          | 7.00         | –1.62        |            |            |
| Votos emitidos         | Votos emitidos                                                         | 9,603        | n/d          | n/a          |            |            |
| Abstenciones           | Abstenciones                                                           | n/d          | n/d          | n/a          |            |            |
| Votantes registrados   | Votantes registrados                                                   | n/d          |              |              |            |            |
|                        |                                                                        |              |              |              |            |            |
| Fuente:                |                                                                        |              |              |              |            |            |

## Elecciones municipales distritales

### Resultados por distrito
La siguiente tabla enumera el control de los distritos de la provincia de Huaraz. El cambio de mando de una organización política se resalta del color de ese partido.
| Distrito    | Alcalde(sa) titular          | Partido político | Partido político        | Alcalde(sa) electo(a)     | Partido político | Partido político   |
| ----------- | ---------------------------- | ---------------- | ----------------------- | ------------------------- | ---------------- | ------------------ |
| Cochabamba  | Máximo Carlos Mejía          |                  | Coalición APRA-UNO      | Jacinto Enrique Osorio    |                  | Coalición APRA-UNO |
| Colcabamba  | Toribio Ramírez Rosales      |                  | Coalición APRA-UNO      | Leopoldo Luna Barreto     |                  | Alianza AP-DC      |
| Huanchay    | Lizardo Rodríguez Mota       |                  | Alianza AP-DC           | Domingo de Guzmán Mendoza |                  | Coalición APRA-UNO |
| Jangas      | Humberto Giraldo Sánchez     |                  | Frente Cívico de Jangas | Humberto Giraldo Sánchez  |                  | Alianza AP-DC      |
| La Libertad | Cesareo Rosales N            |                  | Alianza AP-DC           | Magno Trinidad Sánchez    |                  | Coalición APRA-UNO |
| Olleros     | Estanislao Trejo de la Cruz  |                  | Alianza AP-DC           | Alberto Collazos Gonzales |                  | Coalición APRA-UNO |
| Pampas      | Abundio Silva Colonia        |                  | Coalición APRA-UNO      | José Poma Calero          |                  | Alianza AP-DC      |
| Pariacoto   | Claudio Giraldo Caballero    |                  | Alianza AP-DC           | Manuel Salazar Romero     |                  | Coalición APRA-UNO |
| Pira        | Juan López Vargas            |                  | Coalición APRA-UNO      | Teófilo Sánchez Toledo    |                  | Coalición APRA-UNO |
| Tarica      | Teodorico Sal y Rosas Méndez |                  | Coalición APRA-UNO      | Antonio Collas Torres     |                  | Coalición APRA-UNO |